# Carsia thaxteri
Carsia thaxteri là một loài bướm đêm trong họ Geometridae.